# Захави, Хелен
Хелен Захави (англ. Helen Zahavi, род. 1966) — английская писательница и сценаристка, родившаяся и получившая образование в Лондоне. Её отец был отправлен в Великобританию с польской армией во время Второй мировой войны, а родители её матери приехали из Одессы. Прежде чем стать писательницей, Захави работала переводчиком с русского языка. Она провела несколько лет в Париже.

## Грязный уикенд
Её первый роман «Грязный уикенд» (1991) вызвал бурю публикаций в СМИ: критическая реакция была резкой и поляризованной. Статья на полстраницы в The Sunday Times, в которой ставится под сомнение мораль книги и вменяемость автора, задала тон большей части последующих комментариев в прессе. Книга подверглась критике со стороны Салмана Рушди, однако была поддержана Наоми Вульф, и подробно проанализирована как в широких газетах, так и в популярной прессе. Несмотря на первоначальную враждебность СМИ, книга стала бестселлером в Великобритании и Европе.
Грязный уикенд переведён на 13 языков, включая китайский, японский, чешский и корейский. Он был номинирован на премию Whitbread First Novel Award и экранизирован Майклом Уиннером, режиссёром «Жажды смерти». Захави является соавтором сценария и появилась с Уиннером в выпуске дискуссионной программы Channel 4 After Dark, где участвовал также отец так называемого Йоркширского потрошителя.
Захави написала ещё три романа — «Настоящий роман» (1994), «Донна и толстяк» (1998) и «Брайтонский мальчик» (2013), которые были широко рецензированы и переведены.

## Награды и номинации
Грязный уикенд вошёл в шорт-лист премии «Whitbread First Novel Award» в 1991 году.